# 軸流式壓縮機

壓縮機的運作示意動畫。在圖中靜止不動的扇葉即為「靜子」。

軸流式壓縮機，通常指压气机（英語：Axial compressor），是一种被广泛应用于燃气涡轮发动机的压缩气体的设备。压气机能够持续高效率的对轴向流动的空气进行增压，因此是大多数喷气发动机中的重要组成部分。此外亦常見於工業應用，例如化工廠的空氣分離製程、煉鐵廠的高爐鼓風、煉油廠的流化\催化\裂化製程和丙烷脫氫。由於在氣動包線(英語：Flight envelope)中具有良好效能、可靠度以及操作彈性，也能看到它們作為宇航火箭發動機的燃料泵或其他極大流量增壓之用。

## 原理

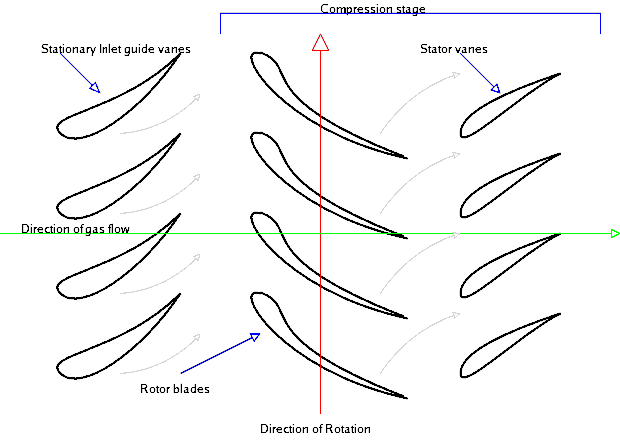
图示压气机的原理

压气机通常由多级组成，每一级压气机包括一排转子和一排静子。转子通过旋转时和静子的相互作用而对空气增压。由於氣體在壓缩機中的流動，不是沿半徑方向，而是沿軸向，所以軸流式壓缩機的最大特點在於單位面積的氣體通流能力大，在相同加工氣體量的前提條件下，徑向尺寸小，特别適用於要求大流量的場合。

## 喘振
喘振（Surging）是一種壓縮機裡壓力振盪的現象。
压缩机工作时，如果出口压力增高，流量下降，叶片气流攻角增大，这样在叶片背面产生气体分离，形成脱离区，使压缩机出口压力突然下降，一般随着压力下降分离消失，压力再升时这种分离反复发生形成喘振。严重时还会出现气体的倒流，喘振使叶片产生强烈振动，并使压缩机机壳内温度急剧升高，持续下去就会使压缩机损坏。

## 压气机失速
在早期的喷气发动机中，压气机失速的问题十分常见。近期亦有事故疑由压气机失速引起，如全美航空1549号班机迫降事故。